# Werner Liebmann
Werner Liebmann (* 15. März 1951 in Königsthal, Thüringen) ist ein deutscher Maler und Grafiker.

## Leben und Werk
Werner Liebmann absolvierte bis 1969 eine Ausbildung als Maschinist für Turboaggregate. Von 1969 bis 1973 studierte er Chemie mit dem Abschluss als Diplomchemiker an der Martin-Luther-Universität in Halle (Saale). Anschließend arbeitete er von 1973 bis 1976 in Halle als Chemiker und Ingenieur für Projektierung. Aufgrund seiner künstlerischen Neigung entschied er sich, diesen Beruf aufzugeben.
Seine künstlerische Laufbahn begann 1976 bis 1977 mit einem Vorpraktikum der Malerei bei Willi Neubert in Thale, einer Außenstelle für das Vorpraktikum der Burg Giebichenstein. Von 1977 bis 1982 absolvierte er ein Studium der Malerei und Graphik bei Gudrun Brüne und Hannes H. Wagner an der Hochschule für industrielle Formgestaltung Halle – Burg Giebichenstein. Sein Diplom erlangte er unter der Betreuung von Wagner. Von 1983 bis 1986 war er Meisterschüler bei Bernhard Heisig an der Hochschule für Grafik und Buchkunst Leipzig. Von 1986 bis 1992 war er als Assistent im Grundlagenstudium an der Hochschule für Bildende Künste Dresden (HfBK) tätig.
Bis zur Wiedervereinigung Deutschlands 1990 war Liebmann Mitglied des Verbands Bildender Künstler der DDR.
Seine akademische Karriere setzte er fort, als er von 1992 bis 1993 eine Professur für Malerei an der HfBK innehatte. Ab 1993 war er Professor für Malerei an der Kunsthochschule Berlin-Weißensee.
Werner Liebmann lebt und arbeitet als freischaffender Künstler in Berlin.

## Ausstellungen
Bereits vor der Wende 1989 waren seine Werke in Übersichtsschauen zur DDR-Kunst zu sehen, z. B. 1988 in der Ausstellung Junge Kunst aus der DDR in der Kunsthalle Wilhelmshaven (Wanderausstellung). Im Jahr 1990 nahm er an der Ausstellung New Territory: Art from East Germany im Museum of Fine Arts, Boston teil. Ebenso war er 1990 in der Gruppenausstellung Ambiente Berlin auf der 44. Biennale von Venedig im Zentralpavillon vertreten.
Neben vielen Ausstellungsbeteiligungen im In- und Ausland hatte er folgende Einzelausstellungen:
- 1983: „Werner Liebmann ’83“, Kulturhaus Phillipp Müller, Halle
- 1984: „Personalausstellung Werner Liebmann“, Kulturhaus der Gewerkschaften, Halle
- 1986: „Werner Liebmann und Johannes Heisig: Kunst aus der DDR“, Galerie Maschmann, Hamburg
- 1987: „Werner Liebmann: Neue Bilder“, Galerie der Hochschule für Bildende Künste, Dresden
- 1989: „Neue Bilder von Werner Liebmann“, Galerie Maurer, Bern, Schweiz
- 1989: „Werner Liebmann, Malerei“, Galerie Pankow, Berlin
- 1991: „Paul spielt mit Licht“, Galerie Brusberg, Berlin
- 1992: „Arbeiten auf Papier“, Galerie am Markt, Halle
- 1993: „Werner Liebmann: Berlin ’93“, Heffel Gallery, Vancouver, Kanada
- 1994: „Werner Liebmann, neue Bilder“, Galerie Döbele, Stuttgart
- 1994: „Heideröslein“, Galerie der Stadt Sindelfingen, Sindelfingen
- 1995: „Werner Liebmann: Keramik und Malerei“, Galerie Wilfriede Maaß, Berlin
- 1995: „Liebmann: Bilder“, Kunsthochschule Berlin-Weißensee, Berlin (Antrittsausstellung)
- 1996: „Es war nur ein Moment“, Galerie Brusberg, Berlin
- 1996: „Werner Liebmann, neue Bilder“, Galerie Mersmann, Düsseldorf
- 1997: „Verborgene Realität (Gouachen)“, Galerie Mitte, Dresden
- 1997: „Verborgene Realität (Malerei)“, Art'forum, Dresden
- 1998: „Das Warten der Frauen“, Werner Liebmann und Bernhard Heisig, Galerie Ebert, Darmstadt
- 1998: „Frühstück im Freien“, Galerie Berlin, Berlin
- 1999: „Werner Liebmann, Malerei, und Joachim Böttcher, Skulptur“, Ludwig Galerie Schloss Oberhausen, Oberhausen
- 2000: „Die Puppe“, Galerie Fine Arts, Rostock
- 2000: „Weibsbilder“, Galerie Maschmann, Hamburg
- 2001: „Werner Liebmann“, Kloster Unser Lieben Frauen, Klostergalerie, Magdeburg
- 2001: „Berndt Wilde und Werner Liebmann“, Galerie in der Zehntscheune, Bad Homburg
- 2002: „Luxemburg – Deutschland : Werner Liebmann“, Galerie 96, Luxemburg
- 2006: „Der Fluss“, Galerie Berlin, Berlin
- 2008: „The Tattooed Horse“ – new paintings by Werner Liebmann, Maddox Arts, London
- 2010: „Kreuzspiegel“, Kunststation Kleinsassen, Kleinsassen
- 2010: „Neue Bilder von Werner Liebmann“, Galerie Litera, Prag

## Veröffentlichungen
- mit Alexander Haeder (Text): Feuerwunder: Bildwelt Werner Liebmann. Edition q, Berlin 1991, ISBN 3-928024-27-2.
- Dieter Brusberg et al. (Hrsg.): Werner Liebmann. 'Paul spielt mit Licht'. Bilder 1988 bis 1991. Edition Brusberg, Berlin 1991, ISBN 3-87972-073-8.